# Solarium (constelación)

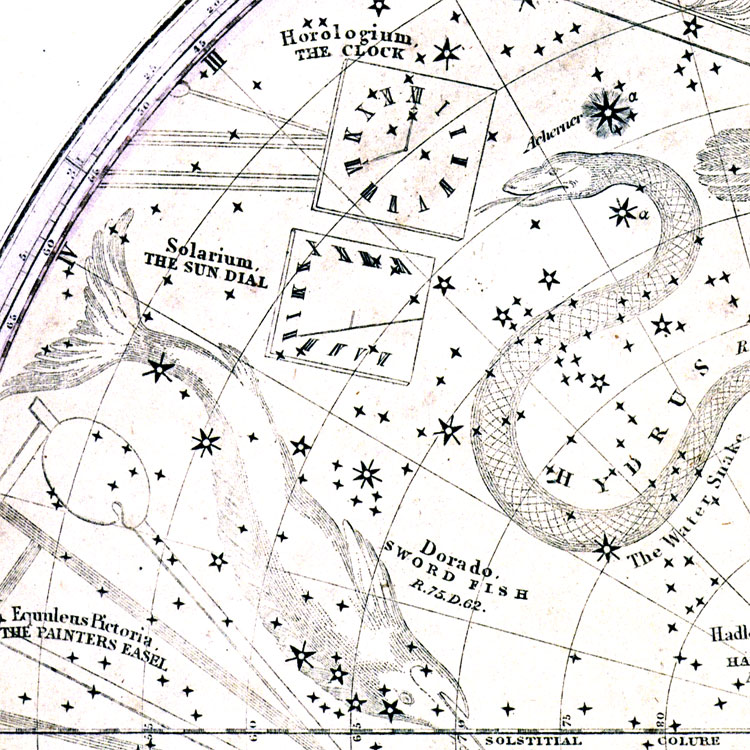
Imagen que representa la ahora obsoleta constelación de Solarium

Solarium o el Reloj de Sol fue una supuesta constelación austral, ya no considerada como tal, incluida en la obra A Celestial Atlas, de 1822, de Alexander Jamieson, en substitución de la constelación Reticulum, denominada por Nicolas Louis de Lacaille en el siglo XVIII en vez de una parte de la Rhombus, introducida por Isaac Habrecht II en su globo celestial, en 1621.
Un decenio después apareció en los mapas del norteamericano Elijah Burritt, a quien a veces se atribuye su denominación. Nunca fue reconocida en algún otro mapa estelar.